# اورکوت (صندوق‌لی)
اورکوت (به ترکی استانبولی: Ürküt) یک منطقهٔ مسکونی در ترکیه است که در صندوق‌لی واقع شده‌است.